# نفس (مسلسل)
نفس مسلسل تلفزيوني لبناني أُنتج وعُرض في سنة 2025 وتم بثه في شهر رمضان، من إخراج إيلي السمعان وتأليف إيمان السعيد، ومن بطولة عابد فهد، معتصم النهار، دانييلا رحمة، أحمد الزين إلسا زغيب وسام صباغ إيلي متري جوزيف بو نصار نهلا داوود وغيرهم.

## قصة المسلسل
تفقد راقصة باليه بصرها، ثم تجد الأمل في لاجئ سوري شاب يعيد لها ثقتها بنفسها ويقع في حبها، لكن يتدخل والدها بنفوذه وسلطته لإنهاء علاقتهما، لتجد نفسها أمام مفترق طرق بين حبيبها القديم غيث وبين المضي قدما في طريقها.

## طاقم التمثيل
- عابد فهد: (أنسي الرمال)
- دانييلا رحمة: (روح شهاب)
- معتصم النهار: (غيث السبع)
- أحمد الزين: (الرئيس يحيى)
- إلسا زغيب: (ميرنا)
- وسام صباغ: (نجيب)
- إيلي متري: (أمين)
- نهلا داوود: (نوال شهاب)
- رانيا عيسى: (ثريا)
- حسين مقدم: (رؤوف)
- يارا خوري: (منال السبع)
- ماريا تنوري
- جوزيف بو نصار: (طلال شهاب)
- خالد السيد
- جو صادر: (نايف)
- رنين مطر: (نيازي)
- جبريال يمين
- وفاء موصللي: (آسيا - والدة غيث)
- ختام اللحام: (أم رؤوف)
- روزي الخولي: (ناهية)
- جمال حمدان

## أنظر أيضاً
- تصنيف:مسلسلات رمضان 1446 هـ
- عابد فهد
- دانييلا رحمة